# 国鉄タキ29000形貨車

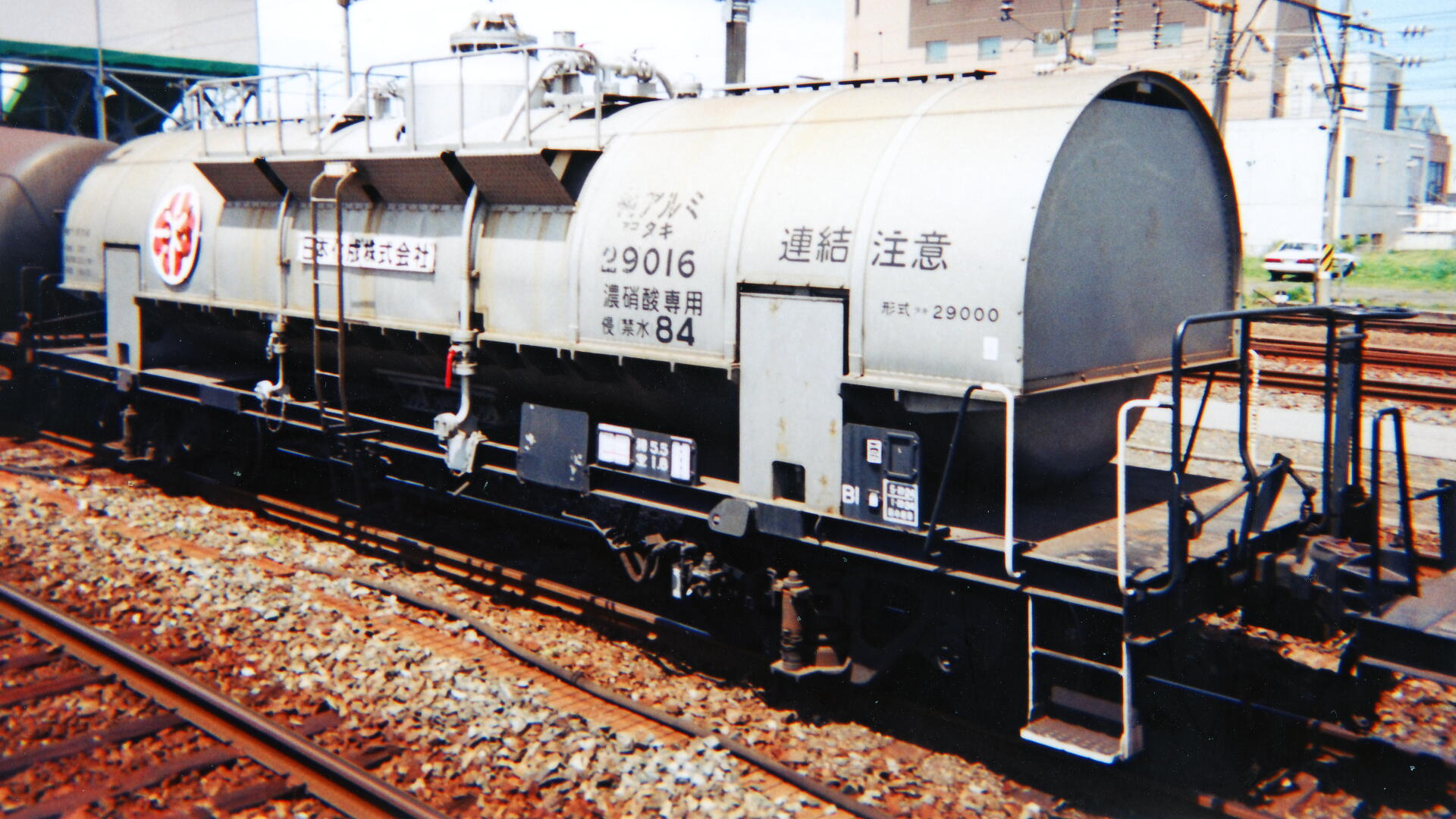
タキ29000形（^{アコ}タキ29016）

国鉄タキ29000形貨車（こくてつタキ29000がたかしゃ）は、かつて日本国有鉄道（国鉄）及び1987年（昭和62年）4月の国鉄分割民営化後は日本貨物鉄道（JR貨物）に在籍した私有貨車（タンク車）である。

## 概要
本形式はタキ10450形の後継形式として1975年（昭和50年）5月30日に15両 コタキ29000 - コタキ29014）、同年9月22日に2両 コタキ29015 - コタキ29016）の合計17両が日本車輌製造、川崎重工業の2社にて製作された35t積の濃硝酸専用のタンク車である。
記号番号表記は特殊標記符号「コ」（全長 12 m 以下）を前置し「コタキ」と標記する。
本形式は純アルミ製のため記号番号表記は特殊標記符号「ア」（純アルミ製タンク車）を前置し「アコタキ」と標記し、タンク体には「純アルミ」、「連結注意」と標記されるはずであるが、何故か一部の車にしか標記されなかった。
落成時の所有者は 日本石油輸送、宇部興産、日本化成の3社であった。1998年（平成10年）に日本化成所有車2両（コタキ29015 - コタキ29016）が三菱化学物流へ名義変更した。
本形式製作の背景として1973年（昭和48年）頃、濃硝酸専用タンク車の発煙・滴下事故が多発したため、1974年（昭和49年）保安対策による荷重見直しにより従来の濃硝酸・甲種硝酸専用のタンク車については荷重を10%減量する措置が取られた。このためこれ以降の製作では35t積を確保するためにタンク容積を拡大した新形式（タキ29000形）の必要が生じた。
また、1974年（昭和49年）には全自動化された貨車操車場である武蔵野操車場が開業し、強度に難のある純アルミ製タンク車は武蔵野操車場を通過禁止する措置が取られたため、純アルミ製タンク車はステンレス等に移行したが、濃硝酸専用車については代替可能な材質がなかったため、最後の純アルミ製タンク車でもある。当形式の後継形式であり翌年度より製造したタキ29100形は、アルミクラッド製に変更したため通過禁止措置は解除され運用の制限が無くなった。
外周には保冷のために遮熱用の外板（キセ）を取り付けている。
塗色は銀色であり、全長は12,000mm、全幅は2,698mm、全高は3,833mm、台車中心間距離は7,500mm、実容積は22.8m3、自重は18.8t、換算両数は積車5.5、空車1.8、最高運転速度は75km/h、台車はベッテンドルフ式で、コタキ29000 - コタキ29014は平軸受のTR41E、コタキ29015・コタキ29016はコロ軸受のTR225である。更にその後、日本石油輸送が所有する一部の車両は他車から転用したTR225へ換装した車両もあった。
1987年（昭和62年）4月の国鉄分割民営化時には全車（17両）の車籍がJR貨物に継承されたが、1998年（平成10年）に1両が廃車がされ、その後は輸送体系の変化により、廃車が進み、2009年（平成21年）度に最後まで在籍した9両が廃車となり同時に形式消滅となった。

### 年度別製造数
各年度による製造会社と両数は次のとおりである。（所有者は落成時の社名）
- 昭和50年度 - 17両
  - 日本車輌製造 14両 日本石油輸送（コタキ29000 - コタキ29013）
  - 川崎重工業 1両 宇部興産（コタキ29014）
  - 川崎重工業 2両 日本化成（コタキ29015 - コタキ29016）